# 전주영생고등학교
전주영생고등학교(全州永生高等學校)는 대한민국 전북특별자치도 전주시 완산구 효자동3가에 있는 사립 고등학교이다.

## 학교 연혁
- 1953년 5월 5일 : 학교법인 영생학원 설립 인가
- 1955년 3월 10일 : 재단법인 영생학원 인가, 강홍모 이사장 취임
- 1955년 12월 24일 : 전주영생고등학교 설립 인가 (3학급 150명)
- 1961년 11월 20일 : 학칙변경(학급수 9학급 주 6, 야 3, 450명)
- 1965년 6월 22일 : 교사 및 강당 준공
- 1984년 12월 8일 : 제8대 최순영 이사장 취임, 학교법인 신동아학원으로 전환
- 1996년 2월 13일 : 교사 신축 이전(전주시 효자동 3가 261-5번지)
- 2018년 2월 1일 : 영생역사관 준공
- 2018년 9월 1일 : 제16대 이장훈 교장 취임
- 2022년 2월 18일 : 제11대 차종순 이사장 취임
- 2024년 1월 30일 : 제67회 졸업(257명) 총 25,762명 졸업
- 2025년 3월 4일 : 신입생 249명 입학

## 참고 자료
- 전주영생고등학교 - 한국교육학술정보원 학교알리미